# Чрета (Врансько)
Чрета (словен. Čreta) — поселення в общині Врансько, Савинський регіон, Словенія. 
Висота над рівнем моря: 896,3 м.